# 高暮ダム
高暮ダム（こうぼダム）は、広島県庄原市高野町、一級河川・江の川水系神野瀬川に建設されたダムである。
中国電力株式会社が管理する発電用ダムで、堤高69.4mの重力式コンクリートダムであり、江の川水系では最も高いダムである。戦前から建設されており、土木学会の日本の近代土木遺産～現存する重要な土木構造物2000選に選定されている。ダムによって形成された人造湖は河川名を採って神野瀬湖（かんのせこ）と命名された。1998年(平成10年)4月に神之瀬峡県立自然公園の指定区域となった。